# Орюдон (станция метро)
«Орюдон» (кор. 오류동역) — наземная станция Сеульского метро на Первой (Линия Кёнкин) линии.
Станция представлена двумя боковыми и одной островной платформами. Обслуживается Корейской национальной железнодорожной корпорацией (Korail). Расположена в квартале Орю-2-дон района Куро города Сеул (Республика Корея). На станции установлены платформенные раздвижные двери.
На Первой линии поезда Кёнвон экспресс (GWː Gyeongwon) и Кёнкин экспресс (GI: Gyeongin) обслуживают станцию; Кёнбусон красный экспресс (GB: Gyeongbu red express) и Кёнбусон зелёный экспресс (SC: Gyeongbu green express) не обслуживают станцию.
Пассажиропоток — на 1 линии 22 833 чел/день (на 2013 год),